# دله قهوه

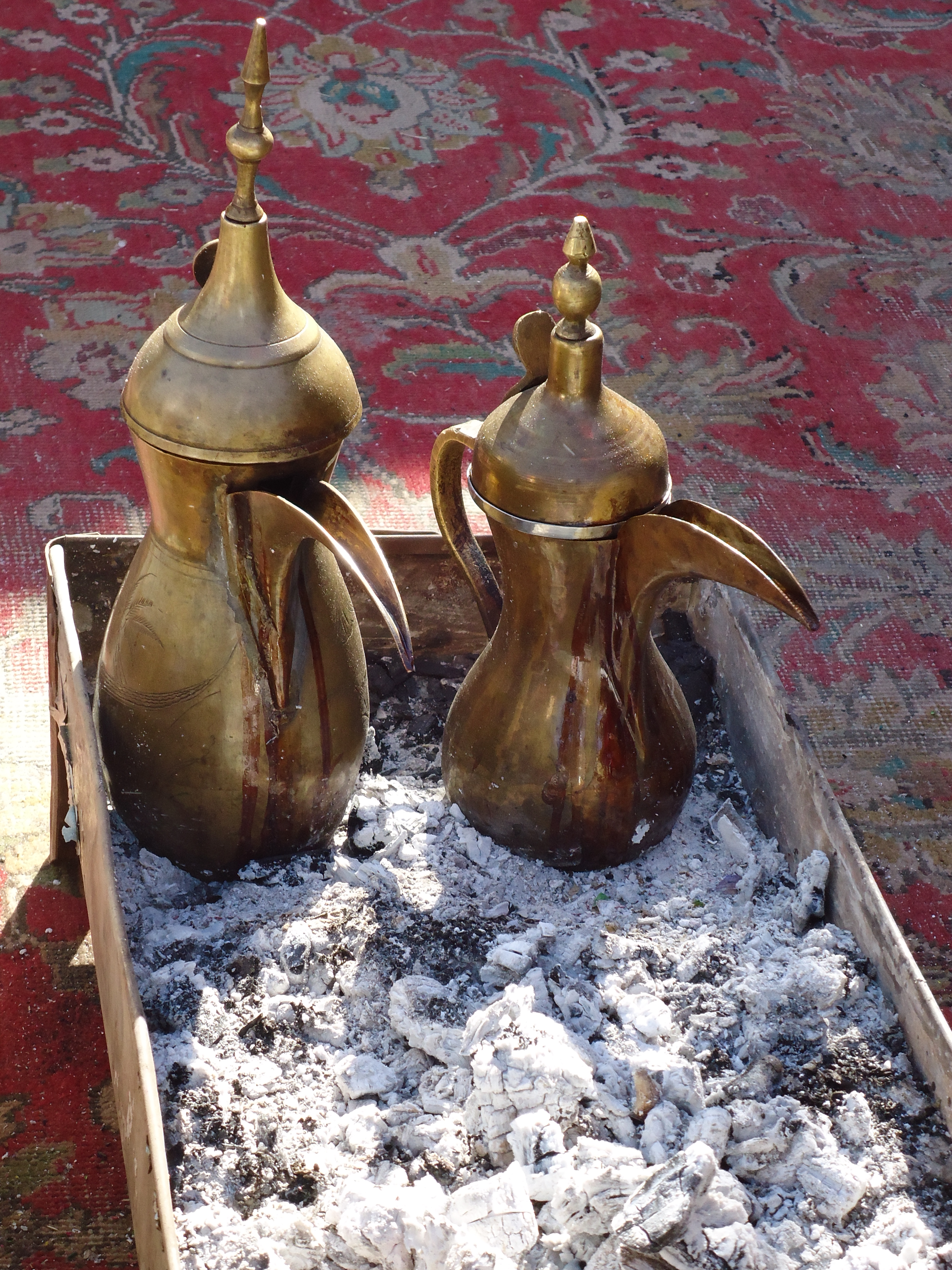
ظرف طلائی رنگ معروف به دله

دِله قهوه (به عربی: الدِلة)، ظرف مسی که به عنوان قهوه جوش توسط عرب ها در اکثر مراسم رسمی و غیررسمی برای تهیه قهوه استفاده می‌شود. دله قهوه یکی از ابزارهای فرهنگی مردم عرب است که در مراسم‌های رسمی و حتی در جلسات اداری خوزستان جزایر وغرب هرمزگان و مناطق عرب نشین بوشهر استفاده شده‌است.

## نماد دله در میادین شهر
شکل ظرف دله قهوه را به صورت یک نماد فرهنگی در کشورهای عربی و همچنین در اهواز، آبادان، شادگان، سوسنگرد، حمیدیه، خرمشهر و ملاثانی وقشم و لنگه وعسلویه به صورت نمادی در ابعاد بزرگتر در میدان شهر نصب شده‌است.

### اعتراضات به حذف نماد دله و نصب مجدد آن
در پی حذف یکی از این نمادها در شهر آبادان، شهردار آبادان در مورد اعتراض شهروندان برای حذف آن نماد گفت: این موضوع تعمدی نبوده و صرفاً به دلیل ترک خوردن این مجسمه نسبت به برداشتن آن اقدام شده‌است و قول نصب این نماد در ابعاد بزرگ و با شکل جدید و مدرن آن در یکی از میادین آبادان را داد. جنس نماد دله که حذف شده بود، سیمانی بود که نماد جدید نصب شده فلزی است.
سر انجام پس از گذشت چند ماه از برچیدن دله‌های قهوه از ورودی شهر آبادان بار دیگر این نماد در یکی از میادین مجاور مکان سابق نصب شد و دله‌های قدیمی با دله‌های جدید جایگزین شده‌اند.

## قوانین نوشیدن قهوه
در واقع مردم عرب برای نوشیدن قهوه مراسم و قوانین خاصی دارند و با اعتقاد و باورهایی که دارند آن را انجام می‌دهند. برای تهیه آن ابتدا قهوه را با وسیله‌ای دو شاخه به نام مهماس که شبیه منقاش است در ظرفی ریخته و تفت می‌دهند و آنگاه آن را در هاون آسیاب کرده و برای مراسم آماده می‌کنند، پس از آن در ظرفی بزرگ به نام «گم گم» یا «قم قم» که در خوزستان قاف به گاف تلفظ می‌شود، گمگم که چیزی شبیه گلاب پاشهای قدیمی و از جنس ورشو (مفرغ) است، در آن آب ریخته و پس از جوش آمدن، قهوه آسیاب شده را اضافه کرده و از هل هم برای خوش‌بو شدن آن استفاده می‌کنند.

## روش استفاده

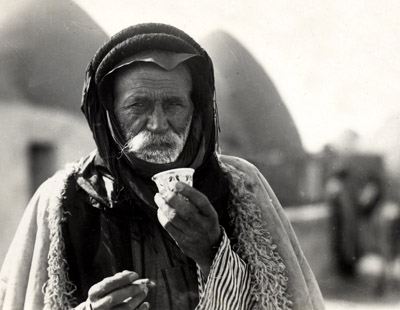
یک مرد عرب فنجان به دست در حال نوشیدن قهوه

هنگامی که قهوه آماده سرو باشد آن را در ظرف کوچکتری به نام «دله» که شبیه همان «گم گم» است ریخته و سپس این مراسم آئینی شیوه خاص فرد توزیع‌کننده آن ادامه می‌یابد. این فرد دله را در دست چپ و فنجان مخصوص قهوه نوشی (که فنجانی بدون دسته‌است و فنیان خوانده می‌شود) را در دست راست گرفته، از سمت راست مجلس شروع به سرو قهوه می‌کنند، اگر در این مجلس سیدی وجود داشته باشد ابتدا از وی پذیرایی آغاز می‌شود و در غیر این صورت این مراسم از ریش سفید مجلس آغاز می‌شود و از سمت راستش قهوه دادن ادامه داده می‌شود. در مقابل شخصی که فنجان را از میزبان می‌گیرد جزء آداب و رسوم است که فنجان را با دست راستش دریافت کند. اگر فنجان را با دست چپ دریافت کند نوعی بی‌احترامی به آداب و رسوم است. قهوه‌ای که از دله در فنجان ریخته می‌شود مقدارش بسیار کم، غلیظ و تلخ است و باید در انتهای ریختن قهوه و قبل از دادن فنجان به میهمان باید یک مرتبه نوک دله را به لبه فنجان قهوه کوبیده تا صدای فنجان بلند شود و پس از آن قهوه را تعارف کند. میهمان نیز پس از دریافت و نوشیدن قهوه، قبل از پس دادن فنجان خالی، باید دستش را یک مرتبه تکان داده، این تکان دادن به معنای آن است که دیگر کافی است و قهوه نمی‌نوشم. سپس میزبان سراغ نفر سمت راستی میهمان می‌رود و همین روند را تا انتها ادامه می‌دهد، ولی موقع پذیرایی از خانم‌ها به احترام او، فرد مقابل پای راست خود را می‌شکند و قهوه به او می‌دهد و طبق آداب سنت گذشته، اگر بیش از ۳ بار او قهوه بدهد، به اصطلاح بین طرفین خواهر و برداری یک طرفه ایجاد می‌شود.
مردم عرب برای این آداب و رسوم حساسیت به خرج می‌دهند و آن را قابل احترام می‌شمرند.نوع قهوه در میان عرب های خوزستان با هرمزگان و بوشهر متفاوت است که در استان خوزستان از قهوه الشمالیه استفاده میشود که رنگی تیره دارد ولی در نواحی عرب نشین هرمزگان و بوشهر قهوه بیشتر سبک خلیجی دارد و رنگ قهوه شفاف تر هست و نوع دم آوری کمی متفاوت تر هست در استان خوزستان میتوانید در شهر اهواز _خرمشهر و... نوع قهوه الشمالیه میل کنید. در مناطق هرمزگان در جزایر کیش و قشم و بندرکنگ و در بوشهر عسلویه نوع قهوه خلیجی میل کنید.همراه با قهوه عربی خرما و انواع حلوا عربی استفاده می شود .
این قهوه دادن همواره به همراه قوانینش در اکثر مراسم‌های رسمی و غیررسمی به خصوص در مراسم خواستگاری، مهمانی‌های رسمی من‌جمله عید فطر و در مراسم سوگواری اجرا می‌شود. دله‌های قهوه، فنجان‌های مخصوص و کوچکی دارند.
راهکارهای تمیز کردن دله قهوه:
برای این منظور می‌توان از عصاره آب لیموی تازه با آب لیموی صنعتی به اضافه نمک استفاده کرد به نحوی که مواد را درون دله ریخته و حدود نیم ساعتی گذاشته و با اسفنج می‌شویند البته بعضی برای این منظور از نوشابه‌های گاز دار با طعم لیمو مثل سون آپ هم استفاده می‌کنند اما این روش به دلیل کم بودن خاصیت اسیدی لیمو در آن چندان جواب نمی‌دهد. در کشورهای عربی نظیر عربستان برخی فروشندگان قهوه و دله مواد مخصوص پاک‌کننده دله قهوه را نیز به فروش می‌رسانند.